# Jean de Quen May
Jean de Quen May, francoski jezuitski misijonar, duhovnik in zgodovinar, * 1603, Amiens, Francija, † 8. oktober 1659, Quebec, Kanada.
Najbolj je znan kot odkritelj Lac Saint-Jean in vodja jezuitskih misijonarjev v Novi Franciji.